# Валерий Максим Василий
Вижте пояснителната страница за други личности с името Валерий Максим Василий.
Валерий Максим Василий (на латински: Valerius Maximus Basilius; * 330; † след 364) е римски политик и сенатор през 4 век. Той е проконсул на Ахея и префект на Рим (praefectus urbi Romae) между 361 и 363 г.
Син е на Луций Валерий Максим Василий (консул 327 г.) и втората му съпруга Вулкация (* 307 г.), дъщеря на Нераций Юний Флавиан (prefektus urbi 311/312 г.) и Вулкация. Брат е на Валерия (* 335), която се омъжва за Руфий Меций Плацид и става християнка. Полубрат е на Луций Валерий Септимий Бас (praefectus urbi 379 – 383 г.)
Жени се за Света Мелания Стара (325 – 410), родена в Испания. С нея има двама или трима сина и дъщеря. Съпругата му става християнка. Синът му Валерий Публикола или Попликола има палат в Рим, жени се за Цейония Албина (* 368), дъщеря на Цейоний Руфий Албин, и има дъщеря Света Мелания Млада (383 – 439).